# 斯托 (白金汉郡)
斯托（Stowe）是一个英格兰白金汉郡的一个民政教区，当地圣母玛丽教堂历史可以追溯至1130年。斯托莊園也位于此地，现在是一座一级登錄建築，由斯托学校（Stowe School）占用。